# 企業間組織
企業間組織（きぎょうかんそしき）とは、社長会・取引先組織・広報委員会等、企業間で構成されている組織である。この概念を指して企業集団と言うこともある。首脳・経営陣（社長・会長・専務等）による組織（社長会等）もあれば、広報系ポストによる組織（広報委員会等）等も存在する。

## 著名な企業間組織の一覧

### 社長会一覧
- 三菱金曜会[1] - 三菱グループ（旧三菱財閥）の社長会。
- 二木会 - 三井グループ（旧三井財閥）の社長会。
- 白水会 - 住友グループ（旧住友財閥）の社長会。
- 芙蓉会 - 芙蓉グループ（旧安田財閥、旧根津財閥など）の社長会。
- 三水会 - 三和グループ（旧鴻池財閥、旧山口財閥など）の社長会。
- 三金会 - 第一勧銀グループ（旧渋沢財閥など）の社長会。
  - 古河三水会 - 古河グループ（旧古河財閥）の社長会。
  - 川崎睦会 - 旧川崎財閥御三家（川崎重工・川崎製鉄・川崎汽船）と川鉄商事の4社で構成される組織。
  - 第一原子力グループ - 旧第一銀行および上記2陣営を中心に構成されていたかつての企業集団。
  - 勧銀十五社会 - 旧日本勧業銀行の主要融資系列により構成された組織。但し電通は三金会に不参加。
- 春光会 - 日産・日立グループの社長会。
- 東急サミット - 東急グループの社長会。
- 最勝会グループ - 旧岩井財閥系企業の社長会[2]。

他多数

### 広報委員会一覧
- 三菱広報委員会 - 三菱グループの広報委員会。
- 三井広報委員会 - 三井グループの広報委員会。
- 住友グループ広報委員会 - 住友グループの広報委員会。
- 芙蓉グループ広報委員会 - 芙蓉グループの広報委員会。

### 懇話会一覧
- 芙蓉懇談会 - 芙蓉グループの懇話会。

芙蓉グループ内では“懇話会”のことを“懇談会”という。
- 春光懇話会 - 日産・日立グループの懇話会。

他多数

### その他
- さつき会 - 旧東海銀行・旧千代田生命（破綻→外資系）・旧千代田火災・旧トーメンの各社で結成された特殊な社長会。のちに中央信託銀行が合流、トヨタ自動車もオブザーバーとして参加。
- みどり会 - 旧三和銀行（現三菱UFJ銀行）の主要取引先企業（金融資本のない企業も一部含む）で構成される福利厚生組織および企業。
- クロバー会 - 三和グループの専務・常務クラス間による組織。
- 大輪会 - 旧野村財閥系企業および旧大和銀行の主要取引先企業により結成された組織。
- 三井物産食品グループ
- 三菱商事食品グループ

他多数